# Carl Alstrup

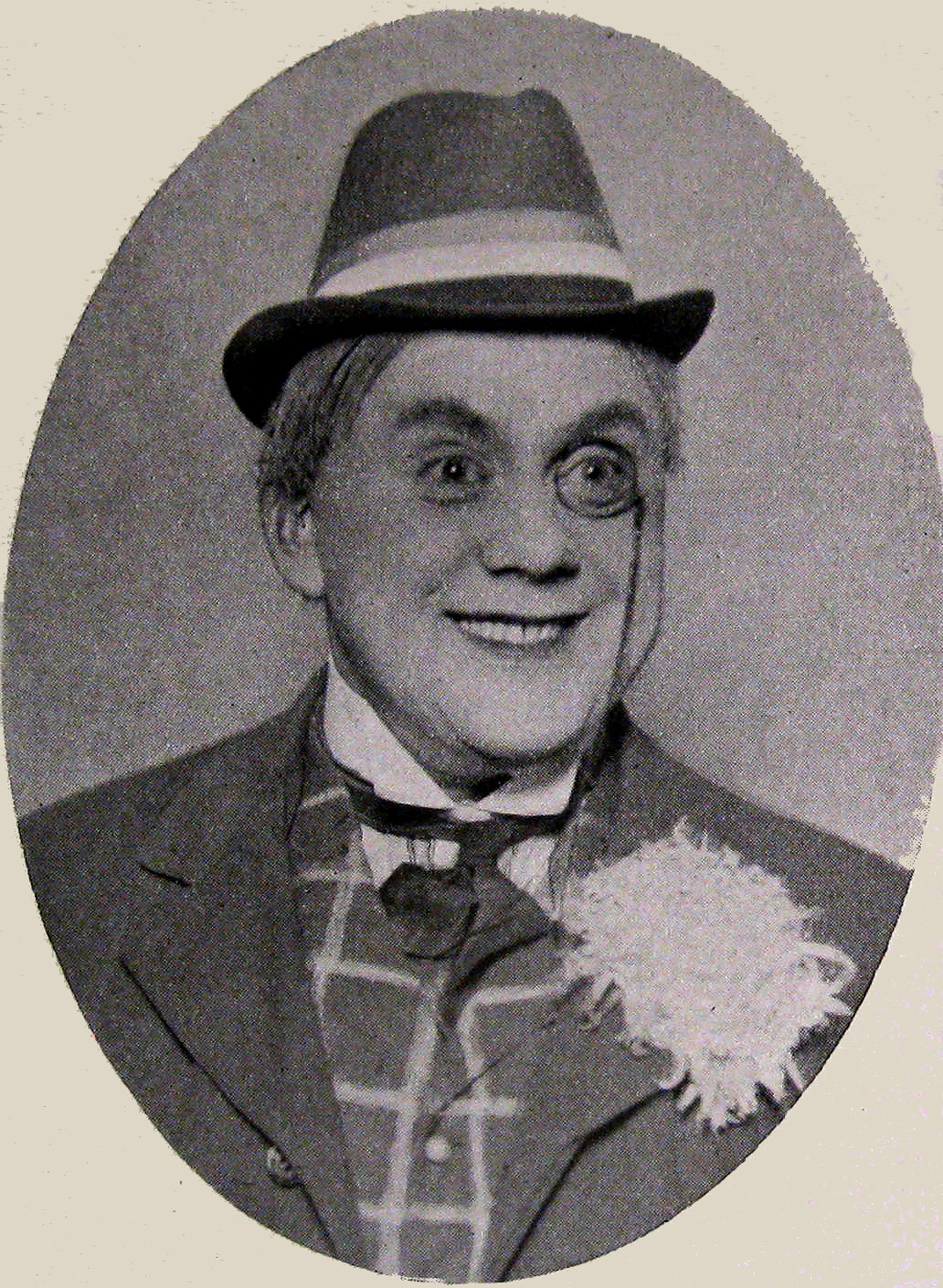
Carl Alstrup in der Sommerrevue Sommerrejsen von 1909.

Carl Marius Alstrup (* 11. April 1877 im Kopenhagener Stadtteil Sundbyvester, damals Ortsteil von Tårnby, Dänemark; † 2. Oktober 1942 in Snekkersten, Helsingør Kommune) war ein dänischer Schauspieler, Regisseur, Drehbuchautor, Theaterleiter und Sänger.

## Biografie
Alstrup debütierte 1896 als Mitglied einer dänischen Theatergruppe während eines Gastspiels in Oslo. Von 1896 bis 1904 war er als reisender Theaterschauspieler in ganz Dänemark unterwegs. In der Zeit von 1904 bis 1911 war am Frederiksbergs teater beschäftigt und von 1911 bis 1913 am Centralteatret, am Scala-teatret wirkte er 1913 bis 1922 und von 1923 bis 1928 mit, sowie war von 1922 bis 1923 am Betty Nansen-teatret engagiert. Ab 1928 war er auch Theaterleiter des Sønderbro teater.
Als Sänger erreichte Alstrup zu seiner Zeit ebenfalls eine größere Aufmerksamkeit. Zu seinen bekannten Lieder gehörten: Jeg kysser Deres hånd, Madame (Ich küsse Ihre Hand, Madame) und Bobby, du må have ondt i håret. Am bekanntesten wurde damals das Lied "Manden på Risten" von 1936.
Alstrup wurde auch bekannt durch seine zahlreichen Engagements in vielen Stummfilmen und Darbietungen in einer ganzen Reihe von damals sehr beachteten Revuen, mit Liedern und Sketchen. Er experimentierte zu seiner Zeit auch mit Produktionen zu Farbfilmen, lange bevor diese auf dem Markt erschienen, seine Erfindungen wurden aber damals nicht patentiert. Alstrup war außerdem an der Produktion einiger Tonfilme beteiligt, wie unter anderem bei: Den kloge mand von 1937, 1940 Vagabonden, 1941 in En forbryder und Peter Andersen. Als Filmschauspieler, Regisseur und Drehbuchautor wirkte er auch an vielen weiteren dänischen Filmproduktionen mit.

## Filmografie

### Schauspieler (Auswahl)
- 1907: Kameliadamen
- 1908: Falkedrengen
- 1908: Kaliffens Æventyr
- 1908: La Tosca
- 1908: Lille Hanne
- 1908: Urmagerens Bryllup
- 1909: Wenn der Teufel im Spiel ist (Når djævle er på spil)
- 1909: Apachepigens hævn
- 1909: Faldgruben
- 1910: Skarpretterens Søn
- 1910: Fra storstadens dyb
- 1910: København ved Nat
- 1911: Bukseskørtet, jupe colotte
- 1911: Im roten Licht (Spionen fra Tokio)
- 1911: Det gale pensionat
- 1912: Guvernørens datter
- 1913: Liebelei (Elskovsleg)
- 1914: Millionær for en Dag
- 1914: Den fjerde Dame
- 1915: En opstandelse
- 1915: 500 Kroner inden Lørdag
- 1915: En Skilsmisse
- 1915: Helten fra Østafrika
- 1915: Carl Alstrups Kærlighed paa Aktier
- 1915: Carl Alstrup og hans Tvillingebro'r
- 1915: Millionæren i røverhænder
- 1915: Den gæve Ridder
- 1915: Frierscenen
- 1915: En opstandelse
- 1916: Prinzeßchen Krinoline (Det gaadefulde Væsen)
- 1917: Den filmede Baron
- 1917: Den glade Løjtnant
- 1919: Klaviervirtuosen
- 1920: Skomakarprinsen
- 1920: Blind Passager
- 1920: Den fattige Millionær
- 1921: Kärlek och hypnotism
- 1922: Potteplanten
- 1922: Lord Saviles brott
- 1923: Peter Ligeglad paa Eventyr
- 1925: Kokain-Rusen
- 1935: Det gyldne smil
- 1937: Den kloge Mand
- 1939: Genboerne
- 1940: Vagabonden
- 1941: En forbryder
- 1941: Peter Andersen
- 1942: Natekspressen P903

### Regisseur
- 1909: Apachepigens hævn
- 1909: Gøngehøvdingen
- 1910: København ved Nat
- 1910: Fra det mørke København
- 1910: Fra storstadens dyb
- 1922: Potteplanten
- 1923: Peter Ligeglad paa Eventyr
- 1925: Kokain-Rusen

### Drehbuchautor
- 1910: Fra det mørke København
- 1910: Fra storstadens dyb
- 1911: Lersøens Konge
- 1912: Oscar Stribolts Julegave
- 1912: Brudegaven
- 1913: Den fremmede Tjener
- 1923: Peter Ligeglad paa Eventyr

### Komponist
- 1937: Den kloge Mand